# Кінний спорт на літніх Олімпійських іграх 2024
Змагання з кінного спорту на літніх Олімпійських іграх 2024 у Парижі тривали з 27 липня до 6 серпня у Версальському палаці. Змагалися 200 вершників обох статей в індивізуальних та командних змаганнях з виїздки, триборства та конкуру.

## Розклад змагань
Вказано центральноєвропейський літній час (UTC+2)
| День    | Дата     | Початок | Завершення | Дисципліна               | Етап                           |
| ------- | -------- | ------- | ---------- | ------------------------ | ------------------------------ |
| День 1  | 27 липня | 09:30   | 18:30      | Індивідуальне триборство | Виїздка                        |
| День 1  | 27 липня | 09:30   | 18:30      | Командне триборство      | Виїздка                        |
| День 2  | 28 липня | 10:30   | 15:00      | Індивідуальне триборство | Крос                           |
| День 2  | 28 липня | 10:30   | 15:00      | Командне триборство      | Крос                           |
| День 3  | 29 липня | 11:00   | 13:30      | Командне триборство      | Конкур                         |
| День 3  | 29 липня | 15:00   | 16:00      | Індивідуальне триборство | Конкур                         |
| День 4  | 30 липня | 11:00   | 16:30      | Індивідуальна виїздка    | Гран-прі виїздки, день 1       |
| День 4  | 30 липня | 11:00   | 16:30      | Командна виїздка         | Гран-прі виїздки, день 1       |
| День 5  | 31 липня | 10:00   | 15:30      | Індивідуальна виїздка    | Гран-прі виїздки, день 2       |
| День 5  | 31 липня | 10:00   | 15:30      | Командна виїздка         | Гран-прі виїздки, день 2       |
| День 6  | 1 серпня | 11:00   | 14:00      | Командний конкур         | Кваліфікація                   |
| День 7  | 2 серпня | 14:00   | 16:00      | Командний конкур         | Фінал                          |
| День 8  | 3 серпня | 10:00   | 15:30      | Командна виїздка         | Гран-прі, обов'язкова програма |
| День 9  | 4 серпня | 10:00   | 14:00      | Індивідуальна виїздка    | Гран-прі, вільна програма      |
| День 10 | 5 серпня | 14:00   | 18:00      | Індивідуальний конкур    | Кваліфікація                   |
| День 11 | 6 серпня | 10:00   | 12:00      | Індивідуальний конкур    | Фінал                          |

## Країни-учасниці
Загалом у змаганнях візьмуть участь вершники та вешниці від 49 НОК.
- Аргентина (ARG) (1)
- Австралія (AUS) (9)
- Австрія (AUT) (8)
- Бельгія (BEL) (9)
- Бразилія (BRA) (9)
- Канада (CAN) (9)
- Чилі (CHI) (1)
- Китай (CHN) (2)
- Колумбія (COL) (1)
- Чехія (CZE) (1)
- Данія (DEN) (3)
- Домініканська Республіка (DOM) (1)
- Еквадор (ECU) (1)
- Єгипет (EGY) (1)
- Естонія (EST) (1)
- Фінляндія (FIN) (5)
- Франція (FRA) (9)
- Німеччина (GER) (9)
- Велика Британія (GBR) (9)
- Греція (GRE) (1)
- Угорщина (HUN) (1)
- Індія (IND) (1)
- Ірландія (IRL) (7)
- Ізраїль (ISR) (3)
- Італія (ITA) (3)
- Японія (JPN) (6)
- Південна Корея (KOR) (1)
- Латвія (LAT) (1)
- Литва (LTU) (2)
- Люксембург (LUX) (2)
- Молдова (MDA) (1)
- Мексика (MEX) (3)
- Марокко (MAR) (1)
- Нідерланди (NED) (9)
- Норвегія (NOR) (2)
- Нова Зеландія (NZL) (2)
- Польща (POL) (9)
- Португалія (POR) (5)
- Саудівська Аравія (KSA) (3)
- Сінгапур (SGP) (1)
- ПАР (RSA) (1)
- Іспанія (ESP) (8)
- Швеція (SWE) (9)
- Швейцарія (SUI) (6)
- Сирія (SYR) (1)
- Таїланд (THA) (1)
- Об'єднані Арабські Емірати (UAE) (3)
- США (USA) (9)
- Венесуела (VEN) (1)

## Медальний залік

### Таблиця медалей
*   Країна-господарка (Франція)
| Місце               | NOC                 | Золото | Срібло | Бронза | Загалом |
| ------------------- | ------------------- | ------ | ------ | ------ | ------- |
| 1                   | Німеччина           | 4      | 1      | 0      | 5       |
| 2                   | Велика Британія     | 2      | 0      | 3      | 5       |
| 3                   | Франція*            | 0      | 1      | 1      | 2       |
| 4                   | Австралія           | 0      | 1      | 0      | 1       |
| 4                   | Данія               | 0      | 1      | 0      | 1       |
| 4                   | США                 | 0      | 1      | 0      | 1       |
| 4                   | Швейцарія           | 0      | 1      | 0      | 1       |
| 8                   | Нідерланди          | 0      | 0      | 1      | 1       |
| 8                   | Японія              | 0      | 0      | 1      | 1       |
| Загалом (9 збірних) | Загалом (9 збірних) | 6      | 6      | 6      | 18      |

### Медалісти
| Індивідуальна виїздка    | Джессіка фон Бредов-Верндль · Німеччина                                                                               | Ізабелль Верт · Німеччина                                                                                           | Шарлотт Фрай · Велика Британія |  |  |  |
| Командна виїздка         | Німеччина (GER) Фредерік Вандрес на Bluetooth Old Ізабелль Верт на Wendy Джессіка фон Бредов-Верндль на TSF Dalera BB | Данія (DEN) Даніель Бахманн Андерсен на Vayron Нанна Скодборґ Мерральд на Zepter Катріне Лаудруп-Дюфур на Freestyle | Велика Британія (GBR) Бекі Муді на Jagerbomb Карл Гестер на Fame Шарлотт Фрай на Glamourdale                                                 |  |  |  |
|                          | | | |  |  |  |
| Індивідуальне триборство | Міхаель Юнґ · на Chipmunk Frh · Німеччина                                                                             | Крістофер Бертон · на Shadow Man · Австралія                                                                        | Лора Коллетт · на London 52 · Велика Британія                                                                                                |  |  |  |
| Командне триборство      | Велика Британія (GBR) Розалінд Кантер на Lordships Graffalo Том Мак-Юен на JD Dublin Лора Коллетт на London 52        | Франція (FRA) Ніколя Тузен на Diabolo Menthe Карім Лагуа на Triton Fontaine Стефан Ландуа на Chaman Dumontceau      | Японія (JPN) Тошіюкі Танака на Jefferson Кадзума Томото на Vinci De La Vigne Йошіакі Оїва на Mgh Grafton Street Рюдзо Кітаджіма на Cekatinka |  |  |  |
|                          | | | |  |  |  |
| Індивідуальний конкур    | Хрістіан Кукук · на Checker 47 · Німеччина                                                                            | Стів Герда · на Dynamix de Belheme · Швейцарія                                                                      | Майкел ван дер Влетен · на Beauville Z · Нідерланди                                                                                          |  |  |  |
| Командний конкур         | Велика Британія (GBR) Бен Маєр на Dallas Vegas Batilly Гаррі Чарлз на Romeo 88 Скотт Бреш на Jefferson                | США (USA) Лора Крот на Baloutinue Карл Кук на Caracole de la Roque Маклейн Ворд на Ilex                             | Франція (FRA) Сімон Делестр на I.Alemusina R 51 Олів'є Перро на Dorai D'Aiguilly Жульєн Епайяр на Dubai du Cèdre                             |  |  |  |